# Gerhard Löh
Gerhard Löh (* 26. Mai 1936 in Saarbrücken) ist ein deutscher Schachspieler. Er ist Großmeister im Fernschach.

## Fernschach
Löh spielt aus Zeitgründen vorwiegend Fernschach. 1975 gewann er das BdF-Jubiläumspokalturnier mit 6,5 von 8 Punkten. Damit qualifizierte er sich für die Endrunde der 15. deutschen Fernschachmeisterschaft. Hier belegte er 1978 einen Platz im Mittelfeld. Parallel dazu gewann er beide Partien im Länderkampf Deutschland gegen Jugoslawien und nahm an der 3. Mannschafts-Europameisterschaft teil. 1988/90 erreichte er im stark besetzten Jubiläumsturnier "50 Jahre SSKK Schweden" mit 8 aus 12 Platz 4.
Für seine Erfolge wurde er vom Weltfernschachverband ICCF 1985 mit dem Titel Internationaler Fernschachmeister und 1991 als Großmeister ausgezeichnet.
In der ICCF-Rangliste 1993 wurde Löh mit einer Wertungszahl von 2568 geführt. Seitdem ist er inaktiv.

## Nahschach
Mitte der 1970er-Jahre spielte Löh mit der Mannschaft des SG Saarbrücken in der (damals noch viergleisigen) Schachbundesliga.

## Privat
Löh arbeitete als Handlungsbevollmächtigter in einem saarländischen Hüttenwerk. Er ist verheiratet und hat zwei Töchter und einen Sohn.

## Quelle
- Fernschach 1976/1 Seite 1f

| Personendaten    | Personendaten                       |
| ---------------- | ----------------------------------- |
| NAME             | Löh, Gerhard                        |
| KURZBESCHREIBUNG | deutscher Großmeister im Fernschach |
| GEBURTSDATUM     | 26. Mai 1936                        |
| GEBURTSORT       | Saarbrücken                         |